# Comarca de Beja
A comarca de Beja é uma comarca integrada na divisão judiciária de Portugal. Tem sede em Beja.
A comarca de Beja é a maior do país em área territorial, tendo 10 225 km² de extensão. Tem como população residente 150 287 habitantes (2011).
Integram a comarca de Beja os seguintes municípios:
- Beja
- Aljustrel
- Almodôvar
- Alvito
- Barrancos
- Castro Verde
- Cuba
- Ferreira do Alentejo
- Odemira
- Ourique
- Mértola
- Moura
- Serpa
- Vidigueira

A comarca de Beja integra a área de jurisdição do Tribunal da Relação de Évora.